# تیغ‌کلاه‌داران
تیغ‌کلاه‌داران (نام علمی: Scalidophora) نام یک superphylum از superphylum پوست‌اندازان است.